# بسار حلیمی
بسار حلیمی (انگلیسی: Besar Halimi؛ زادهٔ ۱۲ دسامبر ۱۹۹۴) بازیکن فوتبال اهل آلمان است.
از باشگاه‌هایی که در آن بازی کرده‌است می‌توان به باشگاه فوتبال اف‌اس‌وی فرانکفورت، باشگاه فوتبال ماینتس ۰۵، باشگاه فوتبال دارمشتات ۹۸، باشگاه فوتبال نورنبرگ، و باشگاه فوتبال اشتوتگارت اشاره کرد.
وی همچنین در تیم‌های ملی فوتبال جوانان آلمان، جوانان آلمان، و کوزوو بازی کرده‌است.